# Edward W. Hoch

Edward W. Hoch

Edward Wallis Hoch (* 17. März 1849 im Danville, Kentucky; † 1. Juni 1925 in Marion, Kansas) war ein US-amerikanischer Politiker und von 1905 bis 1909 der 17. Gouverneur des Bundesstaates Kansas.

## Frühe Jahre und politischer Aufstieg
Edward Hoch besuchte die örtlichen Schulen seiner Heimat in Kentucky. Ein Studium an der Central University in Danville brach er ab, um eine Druckerlehre zu beginnen. Im Jahr 1871 zog er nach Marion in Kansas, wo er die Zeitung „Marion County Record“ kaufte und bis zu seinem Tod herausgab. Hoch war Mitglied der Republikanischen Partei. Seine politische Laufbahn begann im Jahr 1889, als er in das Repräsentantenhaus von Kansas gewählt wurde. Im Jahr 1893 wurde er erneut in dieses Gremium gewählt und wurde Parlamentspräsident (Speaker). Im Jahr 1894 wurde er von seinen Parteifreunden gedrängt, sich um das Amt des Gouverneurs zu bewerben, was Hoch aber ablehnte. Zehn Jahre später entschloss er sich dann doch zu einer Kandidatur.

## Gouverneur von Kansas
Nach der erfolgreichen Gouverneurswahl im Jahr 1904 konnte Hoch sein neues Amt am 5. Januar 1905 antreten. Nach einer Wiederwahl im Jahr 1906 konnte er eine insgesamt vierjährige Amtszeit absolvieren. In dieser Zeit wurden viele neue Gesetze in Kansas verabschiedet. Dazu gehörten die Neuregelung der Kinderarbeit, ein neues Lebensmittelgesetz zum Schutz der Verbraucher, ein Gesetz zur Festlegung der maximalen Frachtgebühren bei der Eisenbahn und ein Gesetz zur Regelung des Vorwahlsystems (Primary System). Die Befugnisse des Eisenbahnausschusses wurden erweitert, um eine bessere Überwachung der Eisenbahnen zu erreichen. Das Steuerrecht wurde ebenso reformiert wie das Jugendstrafrecht. Außerdem wurden einige Gesetze zur Regelung des Verhältnisses zwischen den aufstrebenden Ölfirmen, vor allem der Standard Oil Company, und dem Staat Kansas erlassen.
Das Gesetz des Staates Kansas sah vor, dass der Gouverneur die Ausführung der Todesstrafe anordnete. Hoch änderte das Gesetz, das die Todesstrafe für Kapitalverbrechen vorsah, 1907 in eine lebenslange Haftstrafe. Das Gesetz über die Abschaffung der Todesstrafe blieb bis 1935 in Kraft.

## Weiterer Lebenslauf
Nach dem Ablauf seiner zweiten Amtszeit widmete sich Hoch wieder seiner Zeitung im Marion County. Zwischen 1913 und 1919 war er Mitglied des Kansas Board of Administration. Auch hielt er noch viele Jahre Vorlesungen für die Chautauqua-Bewegung.
Edward Hoch war mit Sarah Louisa Dickerson (1854–1943) verheiratet, mit der er vier Kinder hatte. Er starb im Sommer 1925 und wurde in Marion in Kansas begraben. Als Herausgeber des „Marion County Record“ wurde er 1932 in die „Kansas Newspaper Hall of Fame“ aufgenommen.